# Казимир Козленский
Казимир Козленский (пол. Kazimierz kozielski; около 1312 — между 1342 и 1347 годами) — князь козленский (1336—1342/1347).

## Биография
Представитель опольской линии династии Силезских Пястов. Старший сын Владислава Бытомского, князя бытомского и козленского (1277/1283 — 1352), от первого брака с Беатрисой Бранденбургской (ок.1270 — 1316).
О жизни Казимира известно мало. В 1336 году, после смерти князя Лешека Ратиборского, Козленское княжество вернулось к отцу Казимиру, князю Владиславу Бытомскому, в соответствии с условиями заключенного в 1334 году договора о продаже княжества. Отец сразу же передал Козленское княжество Казимиру в самостоятельное управление.
О правлении Казимира в Козле почти ничего не известно. Единственным фактом является его отказ выплачивать так называемый денарий Святого Петра, ежегодную обязательную дань в пользу папы. Вероятнее всего, причиной этого была его расточительность и большие накопленные долги. В результате он был отлучен от церкви.
Князь Казимир Козленский никогда не был женат и у него не было детей. Умер он между 1342 годом и 2 марта 1347 года, и неизвестно, где он был похоронен.